# Kajakarstwo na Letnich Igrzyskach Olimpijskich 1984 – K-1 500 m kobiet
Zawody kajakarskie w konkurencji K-1 kobiet na dystansie 500 metrów rozegrane w ramach Igrzysk Olimpijskich 1984 w Los Angeles na jeziorze Casitas w hrastwie Ventura w okesie od 6 do 10 sierpnia. W zawodach wzięło udział 11 zawodniczek z 11 krajów.
Złoty medal wywalczyła Szwedka Agneta Andersson, osiągając w finale czas 1:58,72. Srebrny medal zdonyła reprezentantka Niemiec Barbara Schüttpelz, a brąz Holenderka Annemiek Derckx.

## Terminarz
| Data             | Runda      |
| ---------------- | ---------- |
| 6 sierpnia 1984  | Eliminacje |
| 8 sierpnia 1984  | Półfinał   |
| 10 sierpnia 1984 | Finał      |

## Wyniki

### Eliminacje
Trzy najlepsze zawodniczki z każdego biegu awansowały bezpośrednio do finału, pozostałe awansowały do półfinału.
Bieg 1.
| Pozycja | Zawodniczka        | Państwo           | Czas    | Uwagi |
| ------- | ------------------ | ----------------- | ------- | ----- |
| 1.      | Agneta Andersson   | Szwecja           | 2:03,99 | F     |
| 2.      | Elizabeth Blencowe | Australia         | 2:05,51 | F     |
| 3.      | Tecla Marinescu    | Rumunia           | 2:05,72 | F     |
| 4.      | Sheila Conover     | Stany Zjednoczone | 2:06,89 | SF    |
| 5.      | Lesley Smither     | Wielka Brytania   | 2:10,81 | SF    |
| 6.      | Ho Kim Fai         | Hongkong          | 2:39,96 | SF    |

Bieg 2.
| Pozycja | Zawodniczka        | Państwo  | Czas    | Uwagi |
| ------- | ------------------ | -------- | ------- | ----- |
| 1.      | Barbara Schüttpelz | RFN      | 2:02,14 | F     |
| 2.      | Béatrice Basson    | Francja  | 2:03,61 | F     |
| 3.      | Annemiek Derckx    | Holandia | 2:04,75 | F     |
| 4.      | Lucie Guay         | Kanada   | 2:06,94 | SF    |
| 5.      | Ingeborg Rasmussen | Norwegia | 2:09,33 | SF    |

### Półfinał
Trzy najlepsze zawodniczki awansowały do finału.
| Pozycja | Zawodniczka        | Państwo           | Czas    | Uwagi |
| ------- | ------------------ | ----------------- | ------- | ----- |
| 1.      | Lucie Guay         | Kanada            | 2:03,73 | F     |
| 2.      | Sheila Conover     | Stany Zjednoczone | 2:03,79 | F     |
| 3.      | Lesley Smither     | Wielka Brytania   | 2:03,80 | F     |
| 4.      | Ingeborg Rasmussen | Norwegia          | 2:04,46 |       |
| 5.      | Ho Kim Fai         | Hongkong          | 2:30,40 |       |

### Finał
| Pozycja | Zawodniczka        | Państwo           | Czas    | Uwagi |
| ------- | ------------------ | ----------------- | ------- | ----- |
| 01 !    | Agneta Andersson   | Szwecja           | 1:58,72 |       |
| 02 !    | Barbara Schüttpelz | RFN               | 1:59,93 |       |
| 03 !    | Annemiek Derckx    | Holandia          | 2:00,11 |       |
| 4.      | Tecla Marinescu    | Rumunia           | 2:00,12 |       |
| 5.      | Béatrice Basson    | Francja           | 2:01,21 |       |
| 6.      | Sheila Conover     | Stany Zjednoczone | 2:02,38 |       |
| 7.      | Lucie Guay         | Kanada            | 2:02,49 |       |
| 8.      | Elizabeth Blencowe | Australia         | 2:02,63 |       |
| 9.      | Lesley Smither     | Wielka Brytania   | 2:04,09 |       |